# Borgagne
Borgagne ist eine Fraktion von Melendugno (Provinz Lecce) mit 2.076 Einwohnern (2001).
Borgagne liegt im mittleren Teil des Salento, 4 km von der Küste der Adria entfernt (Ort Torre Sant’Andrea), 6 km vom Hauptort Melendugno und 25 km von Lecce. Der traditionell landwirtschaftlich geprägte Ort hat in der jüngeren Zeit einen Anstieg der Beherbergungsbetriebe erlebt.

## Geschichte
Der Ortsanem leitet sich von Borgo d'Agne, (Ort des Lammes) ab, er wurde im 14. Jahrhundert erstmals genannt. Der frühere Name in Griko war Vrani.
In der Gegend bestand zwischen dem 7. und 10. Jahrhundert eine basilianische Gemeinschaft. Die Mönche fanden hier Zuflucht, nachdem sie sowohl aus dem Byzantinischen Reich (unter Leo. III) als auch aus den von Moslems eroberten Teilen Afrikas und Siziliens vertrieben worden waren. Die Niederlassung war eine Zweigstelle des St.-Nikolaus-Klosters von Casole bei Otranto.
Zeugnis von dieser Zeit geben die Reste einiger Lawren. Um diese Gebetsstätten entstand eine Siedlung, im Umland entstanden zur gleichen Zeit einige Gehöfte.

## Infrastruktur und Verkehr
Borgagne ist über die Strada Statale 16 Adriatica, Abschnitt Lecce-Maglie und verschiedene Provinzstraßen erreichbar.
Eine Eisenbahnanbindung gibt es nicht, der nächste Bahnhof ist jener von Zollino an der Strecke Lecce – Gallipoli und Zollino – Gagliano del Capo der Ferrovie del Sud Est. Die Eisenbahngesellschaft betreibt auch eine Buslinie, die Borgagne von Lecce aus anfährt.